# ピエーヴェ・ディ・ソリーゴ
ピエーヴェ・ディ・ソリーゴ（伊: Pieve di Soligo）は、イタリア共和国ヴェネト州トレヴィーゾ県にある、人口約12,000人の基礎自治体（コムーネ）。

## 地理

### 位置・広がり

#### 隣接コムーネ
隣接するコムーネは以下の通り。
- チゾーン・ディ・ヴァルマリーノ
- ファッラ・ディ・ソリーゴ
- フォッリーナ
- レフロントロ
- セルナリーア・デッラ・バッターリア
- スゼガーナ

### 気候分類・地震分類
気候分類では、zona E, 2624 GGに分類される。
また、イタリアの地震リスク階級 (it) では、zona 2 (sismicità media) に分類される。